# Козлово (Самолвовская волость)
Козло́во — деревня в Гдовском районе Псковской области России. Входит в состав Самолвовской волости Гдовского района.

## География
Расположена на юго-западе района, в 4 км к востоку от волостного центра Самолва, в 6 км к западу от деревни Ремда. В 1,5 км к северо-западу от Козлово находится Чудское озеро (Желченский залив).

## История
С середины XIX века началось массовое переселение эстонцев на восточный берег Чудского озера — на Гдовщину — где они обрели новую родину. В основном переселенцы направлялись в эти края из северной части Дерптского уезда. В 1850 году в Козлово жили 12 эстонцев и 19 русских. Несмотря на русификацию, эстонцы Гдовщины сохраняли в то время элементы народной культуры, самосознание и родной язык в течение длительного времени. В 1890 году здесь насчитывалось 5 эстонских семей и 10 русских семей. 5 февраля 1931 года в Козлово показал театральные постановки Государственный Эстонский колхозный театр, прибывший из Ленинграда. К 1943 году здесь жила 21 русская семья и 2 смешанные русско-эстонские семьи. Летом 1943 года, перед насильственной эвакуацией эстонцев Гдовщины в Эстонию германскими оккупационными властями, было зарегистрировано 472 эстонца, которые проживали в деревнях Козлово, Яновы Заходы (эст. Solna), Казаковец (эст. Kasakova, Kazakowitsõ) и Луг (эст. Luuküla).

## Население
Численность населения деревни на 2000 год составляла 25 человек.